# Gesine Völlm
Gesine Völlm (geboren 1966 in Sindelfingen) ist eine deutsche Kostümbildnerin, die überwiegend mit den Regisseuren Philipp Himmelmann und Stefan Herheim arbeitet.

## Leben und Werk
Völlm studierte nach einer Schneiderlehre Bühnen- und Kostümbild bei Professor Jürgen Rose an der Staatlichen Akademie der Bildenden Künste in Stuttgart. Nach einer Zeit als freischaffende Künstlerin arbeitete sie als Bühnenbildassistentin von Anna Viebrock am Deutschen Schauspielhaus Hamburg. Seit 1998 gestaltet sie die Kostüme (und fallweise auch die Bühnenbilder) für Regisseure wie Karin Beier und Barbara Frey, Anselm Weber und Jossi Wieler an zahlreichen Häusern im deutschsprachigen Raum, sowie für den Choreografen Joachim Schlömer in Basel und Luzern.
Seit 2005 arbeitet sie vermehrt für Opernproduktionen, kontinuierlich mit Philipp Himmelmann, und seit 2008 auch mit Stefan Herheim. Mit Himmelmann war sie in Zagreb, Nancy und Wien, Bonn, Bremen, Düsseldorf, Hamburg und Hannover tätig, von Barock über Belcanto bis zur Operette, darunter Don Quichotte, La finta giardiniera und Norma in Bremen, Die Fledermaus am Theater an der Wien und Manon Lescaut an der Hamburgischen Staatsoper. Besondere Aufmerksamkeit erregten zwei Wagner-Projekte des Teams Herheim/Scheele/Völlm, beide mit Daniele Gatti am Pult: 2008 ein Parsifal als Reise durch die deutsche Geschichte bei den Bayreuther Festspielen und 2013 Die Meistersinger von Nürnberg als Traumerzählung von Hans Sachs bei den Salzburger Festspielen. Der sperrige Parsifal wurde 2012 auch live in zahlreiche Kinos im deutschsprachigen Raum übertragen. Die von Publikum und Presse bejubelte Meistersinger-Inszenierung soll auch an der Mailänder Scala, der Pariser Opéra und der New Yorker Met gezeigt werden.
Während die Bühnen- und Kostümbildnerin Heike Scheele bereits seit 1999 mit dem norwegischen Regisseur Stefan Herheim zusammenarbeitet, stellte der Bayreuther Parsifal im Jahr 2008 Völlms erste Kooperation mit Herheim und Scheele dar. Sie wurde dafür in der Kritikerumfrage der Opernwelt zur Kostümbildnerin des Jahres gewählt. Es folgten eine Reihe weiterer Projekte des szenischen Trios: 2008 Rusalka am Theatre de la Monnaie in Brüssel (danach auch in Graz, Dresden und Barcelona), 2009 der Lohengrin an der Staatsoper Unter den Linden in Berlin und Der Rosenkavalier an der Staatstheater Stuttgart (mit Rebecca Ringst als Bühnenbildnerin), 2010 die Lulu an Königlichen Oper Kopenhagen (danach auch in Oslo und Dresden), 2011 die Salome bei den Salzburger Osterfestspielen und Eugen Onegin an De Nederlandse Opera in Amsterdam (mit Philipp Fürhofer als Bühnenbildner), 2012 Serse an der Komischen Oper Berlin (danach auch in Düsseldorf und Graz) und Manon Lescaut an der Oper Graz (danach auch in Hamburg, Dresden und Essen), 2013 Les vêpres siciliennes am Royal Opera House Covent Garden in London (wiederum mit Fürhofer als Bühnenbildner, danach auch in Kopenhagen).
2015 arbeitete sie an der Oper Frankfurt für die Neuproduktion von Carl Maria von Webers Euryanthe erstmals mit dem Regisseur Johannes Erath zusammen. 2016 gestaltete sie die Kostüme der wiederentdeckten Oper Amleto von Franco Faccio bei den Bregenzer Festspielen. Es inszenierte Olivier Tambosi, es dirigierte Paolo Carignani, das Bühnenbild gestaltete Frank Philipp Schlößmann.

## Auszeichnungen
- 2008/09 Kostümbildnerin des Jahres der Kritikerumfrage der Opernwelt – für den Bayreuther Parsifal (Regie: Stefan Herheim)
- 2009/10 Kostümbildnerin des Jahres der Kritikerumfrage der Opernwelt – für den Stuttgarter Rosenkavalier (Regie: Stefan Herheim)
- 2013/14 Kostümbildnerin des Jahres der Kritikerumfrage der Opernwelt – für die Salzburger Meistersinger und die Londoner Les vêpres siciliennes (Regie: Stefan Herheim)